# Xand Avião
Xand Avião, nome artístico de José Alexandre da Silva Filho (Itaú, 24 de março de 1982), é um cantor e compositor de forró eletrônico e empresário brasileiro. É conhecido por ter integrado os vocais da banda Aviões do Forró, entre os anos de 2002 e 2018. Desde 2018, atua em carreira solo, interpretando músicas próprias, além de clássicos do forró.

## Biografia
Xand Avião nasceu no ano de 1982 em Itaú, no Rio Grande do Norte. Depois, se mudou para Apodi, também no Rio Grande do Norte e, posteriormente, para Exu, em Pernambuco. Começou sua carreira como vocalista na banda Estilo Musical. Em 2002, mudou-se para Fortaleza, onde recebeu o convite do empresário Zeca Aristides, para integrar a banda Caviar com Rapadura. Também em 2002, recebeu o convite para compor a frente do novo projeto de Zequinha, Isaías Duarte, Carlos Aristides e Cláudio Mello: o Aviões do Forró.
Xand é casado com Isabele Temóteo. Dessa união nasceram os filhos: José Enzo e Maria Isabella. Além deles, Xand tem outros dois filhos: Adryan Alexandre e Aguida Hadassa. Atualmente reside em Fortaleza.
Em 2017, Xand lançou seu primeiro álbum sozinho na banda, Voando Alto, com 14 faixas, O álbum foi lançado pela gravadora Som Livre.
Em 2018, devido ao fato de ter tido mais destaque do que a própria banda, Xand Avião decidiu seguir carreira solo. No entanto, a banda continua com ele.
No dia 3 de maio de 2019, Xand lançou seu primeiro DVD em carreira solo, Errejota Ao Vivo, gravado em janeiro, no terraço do Bossa Nova Mall, com vista para a Baía de Guanabara, no Rio de Janeiro. O álbum conta com 15 faixas, sendo nove inéditas, e tem a participação do cantor sertanejo Gusttavo Lima.

## Discografia
Solo
- Errejota (2019)
- Viva la Vida (2021)
- MiXtura (2023)
- Xand's Bar (2024) [7]

Caviar com Rapadura
- Lua dos Namorados (2002)

Aviões do Forró

### Singles
| Ano  | Canção                                                         | Álbum            |
| ---- | -------------------------------------------------------------- | ---------------- |
| 2017 | "Faz o X"                                                      | Canção sem álbum |
| 2017 | "Se Organizar Todo Mundo Pega" (part. Lucas Lucco e Dennis DJ) | Canção sem álbum |
| 2017 | "De Mãos Atadas"                                               | Voando Alto      |
| 2017 | "Uber"                                                         | Voando Alto      |
| 2017 | "Inquilina"                                                    | Voando Alto      |
| 2018 | "Vai e Volta"                                                  | Canção sem álbum |
| 2018 | "Nota Dez"                                                     | Nota Dez         |
| 2018 | "Se Mordendo de Raiva"                                         | Nota Dez         |
| 2018 | "Sábado à Noite"                                               | Canção sem álbum |
| 2019 | "Menos Mi Mi Mi" (part. MC Kekel)                              | Canção sem álbum |
| 2019 | "Casal Raiz"                                                   | Errejota Ao Vivo |
| 2019 | "Algo Mais" (part. Gusttavo Lima)                              | Errejota Ao Vivo |
| 2019 | "Decolou"                                                      | Canção sem álbum |

## Ligações internas
- Site Oficial
- Xand Avião no Facebook
- Xand Avião no Instagram
- Xand Avião no Twitter
- Xand Avião no YouTube